# Тисяча перша гастроль (фільм, 1974)
Тисяча перша гастроль (азерб. 1001-ci qastrol) — радянська музична кінокомедія 1974 року з елементами мюзиклу і пригод, виробництва кіностудії «Азербайджанфільм».

## Сюжет
У співака Ельдара красивий голос, тому деякі люди заздрять йому і перешкоджають його співочій діяльності. Але як у багатьох радянських фільмах, історія дуже добре закінчується.

## У ролях
- Рашид Бейбутов — Ельдар Алієв (дублював Расім Балаєв)
- Інара Гулієва — Ірада
- Інна Лещинська — Беба
- Лія Еліава — Ширін ханим
- Мавр П'ясетський — Пертсіммер
- Рафік Бабаєв — Тофік
- Расмі Джабраїлов — Гаранафас
- Аділь Іскендеров — Алігафар
- Рафік Азімов — Гагаш
- Аділь Ісмаїлов — Ятаган
- Насіба Зейналова — бабуся Шарафана
- Айдин Махмудбеков — Марат
- Р. Рзаєв — музикант
- Маяк Керімов — музикант
- Тельман Адигьозалов — музикант
- Агахан Салманов — музикант
- Акіф Алі — музикант
- Ф. Юсібова — епізод
- Ельдар Алієв — режисер (дублював Шахмар Алекперов)
- Раміз Меліков — театральний працівник
- Мамедсадих Нурієв — епізод
- Раміз Мамедов — театральний працівник

## Знімальна група
- Режисер — Октай Міркасимов
- Сценаристи — Октай Міркасимов, Вагіф Самедогли
- Оператор — Рафік Камбаров
- Композитор — Рафік Бабаєв
- Художник — Рафіс Ісмайлов